# Confident
„Confident” este cel de-al cincilea album de studio a cântăreței americane Demi Lovato, acesta a fost lansat pe data de 16 octombrie 2015 prin intermediul caselor de discuri Safehouse, Hollywood și Island Records.

## Discuri single
„Cool for the Summer” a fost primul single de pe album, acesta a fost lansat pe data de 1 iulie 2015, și s-a poziționat la numărul 11 pe Billboard Hot 100. Cântecul de asemenea a mers în top-ul 10 din Marea Britanie, Noua Zeelandă, Scoția și Republica Cehă și pe top 20 în Canada, Irlanda și Australia.
„Confident” a fost lansat pe data de 18 septembrie 2015 ca al doilea single, videoclipul piesei a fost regizat de către Robert Rodriguez și lansat pe data de 9 octombrie.

## Lista pieselor
| Confident – Standard edition |                                        |                                                           |                            |         |  |
| Nr.                          | Titlu                                  | Autor(i)                                                  | Producător(i)              | Lungime |  |
| 1.                           | „Confident”                            | Demi Lovato Ilya Salmanzadeh Max Martin Savan Kotecha     | Ilya Max Martin Ali Payami | 3:25    |  |
| 2.                           | „Cool for the Summer”                  | Lovato Kotecha Martin Alexander Kronlund Ali Payami       | Max Martin Ali Payami      | 3:34    |  |
| 3.                           | „Old Ways”                             | Olivia Waithe Jason Evigan Scott Hoffman                  | Jason Evigan               | 3:24    |  |
| 4.                           | „For You”                              | Johan Carlsson Dalton Grant Susan H. Catanzaro            | Max Martin                 | 3:41    |  |
| 5.                           | „Stone Cold”                           | Lovato Laleh Pourkarim Gustaf Thörn                       |                            | 3:11    |  |
| 6.                           | „Kingdom Come” (featuring Iggy Azalea) | Lovato Julia Michaels Amethyst Kelly Steve Mac            | Steve Mac                  | 4:04    |  |
| 7.                           | „Waitin for You” (featuring Sirah)     | Lovato Michaels Evigan Sara Mitchell Mac                  | Jason Evigan Steve Mac     | 3:12    |  |
| 8.                           | „Wildfire”                             | Nicole Morier Mikkel S. Eriksen Tor Hermansen Ryan Tedder | Stargate Ryan Tedder       | 3:19    |  |
| 9.                           | „Lionheart”                            | Mac Ina Wroldsen                                          | Steve Mac                  | 4:04    |  |
| 10.                          | „Yes”                                  | Lovato Pourkarim                                          |                            | 3:10    |  |
| 11.                          | „Father”                               | Lovato                                                    |                            | 3:55    |  |
| Lungime totală:              | Lungime totală:                        | Lungime totală:                                           | Lungime totală:            | 38:59   |  |

| Confident – Deluxe edition (bonus tracks) |                                            |                                               |                       |         |  |
| Nr.                                       | Titlu                                      | Autor(i)                                      | Producător(i)         | Lungime |  |
| 12.                                       | „Stars”                                    | Lovato Carl Falk Kotecha Kronlund Rami Yacoub | Rami Yacoub           | 3:08    |  |
| 13.                                       | „Mr. Hughes”                               | Lovato Carlsson                               |                       | 3:41    |  |
| 14.                                       | „Cool for the Summer” (Jump Smokers Remix) | Lovato Kotecha Max Martin Kronlund Payami     | Max Martin Ali Payami | 4:25    |  |
| 15.                                       | „Cool for the Summer” (Suraci Remix)       | Lovato Kotecha Max Martin Kronlund Payami     | Max Martin Ali Payami | 4:45    |  |
| Lungime totală:                           | Lungime totală:                            | Lungime totală:                               | Lungime totală:       | 54:58   |  |

## Istoricul lansărilor
| Țară             | Dată              | Format(uri)             | Casă de discuri  | Ediție          | Ref.  |
| ---------------- | ----------------- | ----------------------- | ---------------- | --------------- | ----- |
| La nivel mondial | 16 octombrie 2015 | Descărcare digitală, CD | Hollywood Island | Standard Deluxe | [ 4 ] |